# Abba Lerner
Abba Ptachya Lerner (28 de octubre de 1903-27 de octubre de 1982) fue un economista en EE. UU.
Abba Lerner nació en 1903 en Novosélitsia, Gobernación de Besarabia del Imperio ruso (actualmente en Ucrania). Creció en una familia judía que emigró al Reino Unido cuando tenía tres años de edad. Lerner creció en un área pobre de Londres (el East End). Desde los dieciséis años trabajó como maquinista, sombrerero, profesor de hebreo y negociante. Ingresó en 1929 en la London School of Economics, donde estudió con el profesor Friedrich von Hayek. Una estancia de seis meses en la Universidad de Cambridge (1934-1935) lo puso en contacto con John Maynard Keynes. Se casó con Alice Sendak en 1930 y tuvo dos hijos, Marion y Lionel.
En 1937, Lerner emigró a EE. UU., país en el cual desarrolló sus ideas y en el que llegó a tener bastante influencia.

## Contribuciones
- Al igual que Oskar Lange Lerner desarrolló un sistema de socialismo de mercado, que se diferenciaba del sistema de economía planificada pura. El nuevo sistema llegó a ser visto como una tercera vía.
- Como Wassily Leontief, Lerner mejoró los cálculos hechos por Wilhelm Launhardt sobre los efectos de los Términos de intercambio.
- Lerner mejoró una fórmula de Alfred Marshall, que es conocido desde entonces como teorema Marshall-Lerner.
- El teorema Lerner-Samuelson también se origina con él.
- Lerner desarrolló el concepto de "Eficiencia de distribución"; principio que muestra que igualdad económica produce el nivel más alto de felicidad dado una cantidad determinada de riqueza.
- Contribuyó mayormente al debate sobre el cálculo económico en el socialismo con las llamadas "Soluciones de Lange, Lerner y Taylor".
- Desarrolló el "Teorema de la Simetría de Lerner", que establece que un impuesto sobre las importaciones puede tener el mismo efecto que un impuesto sobre las exportaciones.
- Estableció el "Índice de Lerner", que mide el potencial del poder monopólico como el valor inverso de la elasticidad (economía) de la demanda.
- Basándose en los principios de la demanda efectiva y chartalism (principio monetario de principios del siglo XX, que proponia el uso del dinero "fiat" o "fiduciaro" en lugar de uno basado en depósitos reales de alguna mercancía), Lerner desarrolló la Finanza funcional, teoría relacionada con el mantenimiento del pleno empleo y baja Inflación.

## Biografía

### Inicios
Nacido en una familia judía, se trasladó con ella al Reino Unido a la edad de tres años y se fue a vivir al barrio East End de Londres donde comenzó a trabajar a la edad de dieciséis años como maquinista, pero cambiará a menudo el trabajo (que también sombrerero, profesor de hebreo y compositor). Durante algún tiempo estudia para rabino, pero luego decide abrir una imprenta privada que quebró en 1929, debido a la crisis de Wall Street. Mientras trabajaba, se afilió al una organización socialista - muy numerosos en los años veinte en Gran Bretaña - entrando así en contacto con la economía mundial. En 1929, se matriculó en la prestigiosa London School of Economics and Political Science, en un intento de comprender la razón del fracaso de su negocio.

### London School of Economics y Cambridge
La carrera como estudiante de Lerner fue brillante: publicó varias obras importantes sobre teoría económica, e incluso encontró tiempo para poner en marcha la Review of Economic Studies con sus colegas Paul Sweezy y Ursula Webb. Sus escritos lo catapultaron a primera línea de la investigación de la economía paretiana (véase Vilfredo Pareto), que durante los años treinta permitió la consolidación de la teoría neoclásica.
Entre 1934 y 1935, ocupó un cargo en la Universidad de Cambridge durante seis meses, donde conoció a John Maynard Keynes. Lerner más tarde será el primer economista "externo" al "círculo keynesiano" para comprender plenamente el significado de la Teoría general del empleo, el interés y el dinero de Keynes, por lo que se converitió en uno de los pioneros de la escuela neokeynesiana. En 1936, se casó con Francine Klining (con quien tuvo un hijo, Albert, en diciembre de ese año) y fue contratado como asistente en la LSE. En 1937, emigró con su familia a los Estados Unidos, donde enseñó en varias universidades a lo largo su carrera.

### Legado
A pesar de la cantidad y calidad de sus contribuciones, nunca ganó el Premio Nobel de economía, ni se ganó el derecho a ser reconocido como uno de los mejores economistas del siglo XX. En parte, esto se debió a su continuo deambular, en parte (según Tibor Scitovsky de Universidad de Stanford) de su

"lógica implacable [que] ha anulado cualquier vínculo de lealtad teórica a su desarrollo [y] que lo hacía parecer una persona fría a ojos de todos los demás."

Sin duda, esta última afirmación se debe a la imposibilidad de Lerner de involucrarse en la dinámica de la "política" interna a las distintas universidades americanas donde enseñó. También pesó la falta de especialización en un campo dado (su contribución se extiende por  diversos temas económicos) y de la sencillez y la inmediatez de intuiciones lernerianas - tanto es así que muchos economistas, que más tarde adoptaron sus ideas, se han olvidado de quien se deben algunas de las ideas iniciales. Un buen ejemplo de esto, es la contribución de Lerner al concepto keynesiano de función financiera.
Seguramente, también afectó a su aspecto muy bohemio (barba larga, sandalias, cuello de camisa desabrochado y siempre siempre sin corbata) y su viaje a México hizo para convencer a León Trotski para introducir cambios fundamentales en su doctrina, a la luz de la síntesis neokeynesiana.
Lerner sigue siendo considerado un economista agudo y muy creativo, tanto en el terreno teórico como analítico, un profesor de alto nivel que trató la economía como una forma de arte:

En la Segunda Guerra Mundial, John Maynard Keynes dio un discurso en la Reserva Federal de Washington DC. Lerner estuvo presente y se encontró la visión keynesiana de la economía extremadamente convincente, tanto que desafió al propio Keynes a explicar la imposibilidad de llegar a la conclusión lógica de su argumento. El economista británico respondió muy enérgicamente al cuestionamiento, aunque su colaborador Evsey Domar (sentado detrás de Lerner) susurró irónicamente: "[Keynes] debería leer la Teoría general del empleo, el interés y el dinero."
El debate entre Keynes y Lerner

### Libros y artículos de Lerner
- The Diagrammatical Representation of Cost Conditions in International Trade, 1932, Economica
- The Diagrammatical Representation of Elasticity of Demand, 1933, RES
- The Diagrammatical Representation of Elasticity of Substitution, 1933, RES
- The Diagrammatical Representation of Demand Conditions in International Trade, 1934, Economica
- The Concept of Monopoly and the Measurement of Monopoly Power, 1934, RES
- Economic Theory and Socialist Economy, 1934, RES
- Economic Theory and Socialist Economy: Rejoinder, 1935, RES
- The Symmetry Between Import and Export Taxes, 1936, Economica
- Mr Keynes's General Theory, 1936, International Labor Review
- A Note on Socialist Economies, 1936, RES
- Capital, Investment and Interest, 1936-37, Proceedings of Manchester Statistical Society
- Statics and Dynamics in Socialist Economics, 1937, EJ
- Theory and Practice of Socialist Economics, 1938, RES
- Alternative Formulations of the Theory of Interest, 1938, EJ
- Saving Equals Investment, 1938, QJE
- Saving and Investment: Definitions, assumptions and objectives, 1939, QJE
- From Vulgar Political Economy to Vulgar Marxism, 1939, JPE
- The Relation of Wage Policies and Price Policies, 1939, AER
- Some Swedish Stepping Stones in Economic Theory, 1940, Canadian JE
- The Economic Steering Wheel, 1941, University Review, Kansas
- Functional Finance and the Federal Debt, 1943, Social Research
- User Cost and Prime User Cost, 1943, AER
- The Economics of Control: Principles of welfare economics, 1944
- Interest Theory: Supply and demand for loans or supply and demand for cash?, 1944, RES
- Strengthening the Economic Foundations of Democracy (con Oskar Lange), 1944, American Way of Business
- Money, 1946, Encyclopaedia Britannica
- Money as a Creature of the State, 1947, AER
- The Burden of the National Debt, 1948, in "Income, Employment and Public Policy"
- The Inflationary Process: Some theoretical aspects, 1949, REStat
- Fighting Inflation, 1951, REStat
- The Economics of Employment, 1951
- Factor Prices and International Trade, 1952, Economica
- The Essential Properties of Interest and Money, 1952, QJE
- On the Marginal Product of Capital and the Marginal Efficieny of Investment, 1953, JPE
- Consumption-Loan Interest and Money, 1959, JPE
- On Generalizing the General Theory, 1960, AER
- The Burden of the Debt, 1961, REStat
- A Note on the Rate of Interest and the Value of Assets, 1961, EJ
- The Analysis of Demand, 1962, AER
- Macro-Economics and Micro-Economics, 1962, in "Logic, Methodology and Philosophy of Science", Nagel, Suppes and Tarski
- Consumer's Surplus and Micro-Macro, 1963, JPE
- Keynesian Economics in the Sixties, 1963, in "Keynes' General Theory", Lekachman
- On Some Recent Developments in Capital Theory, 1965, AER
- Employment Theory and Employment Policy, 1967, AER
- The Economist's Can-Opener, 1968, Western EJ
- On Optimal Taxes with an Untaxable Sector, 1970, AER
- Flation: not inflation of prices, not deflation of jobs, 1972
- Money, Debt and Wealth, 1973, in "Econometrics and Economic Theory", W. Sellekaerts
- From the Treatise on Money to the General Theory, 1974, JEL
- Principles of Efficient Economic Policy, 1975, in "Economics of Efficiency and Growth", Ben-Shabar
- Marginal Cost Pricing in the 1930s, 1977, AER
- From Pre-Keynes to Post-Keynes, 1977, Social Research
- Utilitarian Marginalism, 1978, Eastern EJ
- The Scramble for Keynes' Mantle, 1978, JPKE
- On Keynes, Policy and Theory: A grumble, 1979, Social Research
- A Keynesian on Hayek, 1980, Challenge
- MAP: A Market Anti-Inflation Plan (con David Colander), 1980
- Paleo-Austrian Capital Theory, 1983 (selección de escritos de Abba Lerner editados por David Colander)